# Partido Comunista de los Países Bajos
El Partido Comunista de los Países Bajos (en neerlandés Communistische Partij van Nederland, CPN) fue un partido político neerlandés de ideología comunista.

## Orígenes
En 1907 David Wijnkoop, junto con otros marxistas ortodoxos, funda el diario De Tribune, crítico con la dirección revisionista del Partido Socialdemócrata de los Trabajadores (SDAP). En el Congreso de Deventer de 1908 fueron expulsados del partido junto con sus seguidores, entre los que se encontraba el poeta Herman Gorter.
Así, en 1909 fundaron el nuevo Partido Socialdemócrata (SDP), que se enfrentó directamente con el SDAP sobre todo cuando este apoyó la intervención neerlandesa en la Primera Guerra Mundial, pero la fractura definitiva llegó durante la Revolución Rusa de 1917. En las elecciones de 1917 no sacó escaño alguno. En las elecciones de 1918 sí que obtuvo dos escaños, uno de ellos para Wijnkoop, y formó un grupo parlamentario con la Liga de los Cristianos Socialistas.
En 1919 un sector de la Liga de los Cristianos Socialistas se integró en el SDP. En el Congreso de Leiden se decidió cambiar el nombre del partido por el de Partido Comunista de Holanda (CPH) y se unió a la Internacional Comunista. 
En 1921 Herman Gorter y Anton Pannekoek abandonaron el partido, fundando el Partido Comunista Obrero de los Países Bajos. En las elecciones de 1922 el CPH obtuvo dos escaños. Aunque no logró escaño ese año, el indonesio Tan Malaka fue el primer oriundo de las Indias Orientales Neerlandesas en optar a ello.

## Entreguerras y Segunda Guerra Mundial
Después de las elecciones de 1925, la Internacional Comunista forzó la renuncia de Wijnkoop, siendo sucedido por Louis de Visser, lo que provocó varias divisiones internas. Un año antes, en 1924, abandonó el partido Jacques de Kadt creando la Liga de Clubes Comunistas de Lucha y Propaganda. De fondo, estaba la lucha entre Trotski y Stalin en la Unión Soviética. Wijnkoop y Henk Sneevliet fueron expulsados, y este último fundará el Partido Socialista Revolucionario (RSP). En 1926 la sección de Róterdam en pleno fue expulsada del CPH, y con Wijnkoop fundaron el Partido Comunista de Holanda-Comité Central (CPH-CC). Las tres listas se presentaron a las elecciones de 1929, pero solo CPH y CPH-CC obtuvieron representación, un escaño cada uno. En 1930 el CPH-CC, tras negociaciones con la Internacional Comunista y el CPH, se disuelve y sus militantes se reintegran en el CPH.
Su papel en la Revolución Indonesia de 1930 le hizo ganar 4 escaños a las elecciones de 1933, uno de ellos el nacionalista indonesio Rustam Effendi, primer oriundo de las Indias Orientales Neerlandesas en obtener un escaño en el Parlamento holandés.
En 1935 cambió su nombre por el de Partido Comunista de los Países Bajos (CPN).
El 15 de mayo de 1940, tras la ocupación nazi de los Países Bajos, el partido decidió la organización de un movimiento clandestino de resistencia y creó junto con el pequeño partido comunista antiestalinista RSAP el Raad van Verzet (Consejo de Resistencia), y publicó el diario De Waarheid (La Verdad). Ambos participaron en la huelga general de febrero de 1941, la mayor acción de la resistencia antinazi holandesa. Unos 2.000 militantes comunistas murieron asesinados a manos de la Gestapo y los servicios de inteligencia del gobierno colaboracionista instalado por la Alemania nazi.

## Posguerra y Guerra Fría

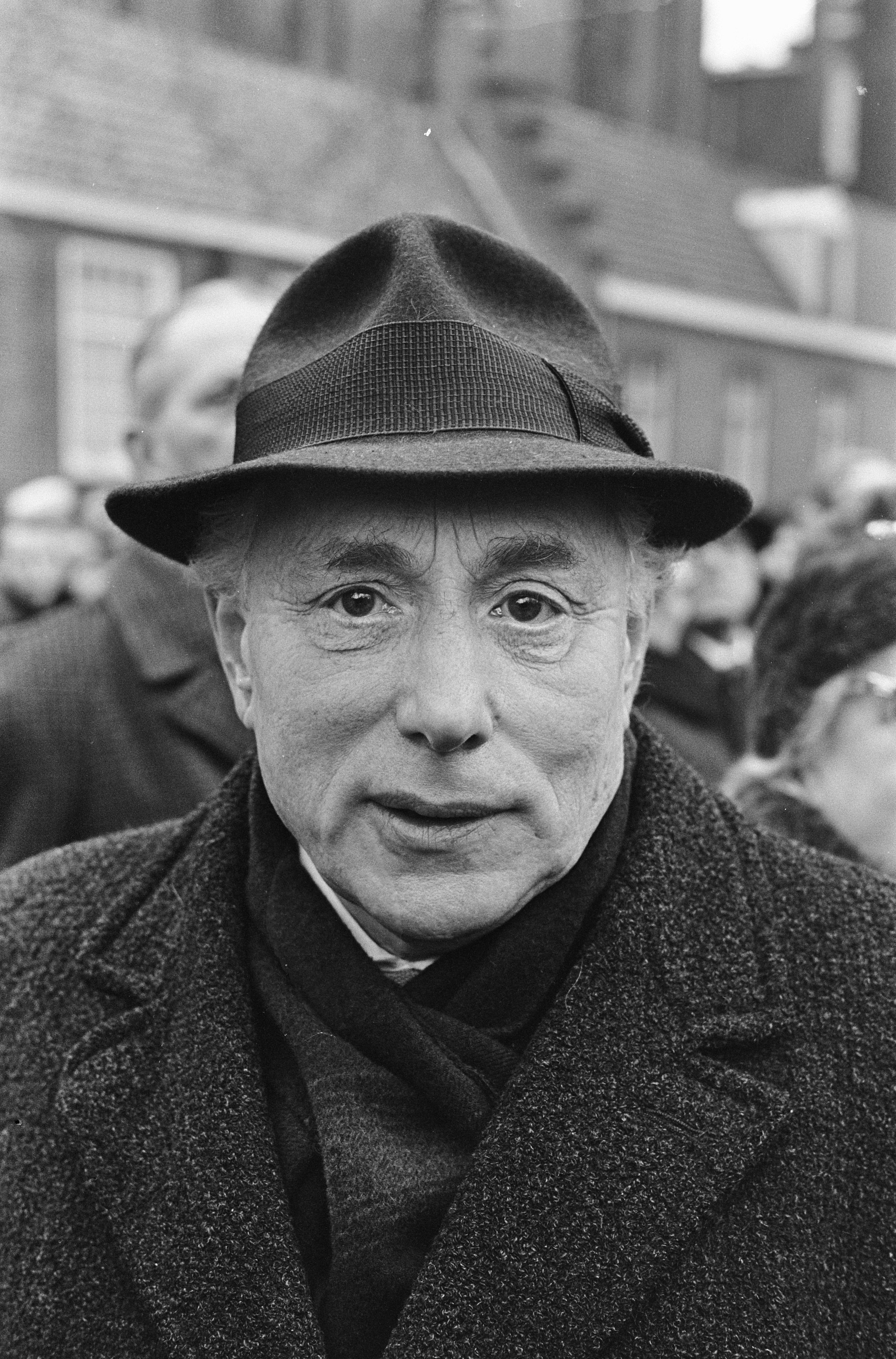
Paul de Groot en 1967.

Después de la Segunda Guerra Mundial fue nombrado dirigente Paul de Groot, y fue invitado con un ministro en el gabinete de Schermerhorn, al cual renunció. En las elecciones de 1946 obtuvo el 11% de los votos gracias a su popularidad por la Resistencia durante la ocupación. Pero al empezar la Guerra Fría esta decayó, sobre todo después del golpe de Checoslovaquia de 1948, y en las elecciones de 1948 perdió dos escaños y dos más a las de 1952. En 1956 apoyaron la invasión de Hungría y la sede del Partido en Felix Meritis en Ámsterdam fue atacada por una multitud.
En 1958 dejó el partido el Bruggroep (Grupo Puente), formado por importantes figuras de la Resistencia como Gerben Wagenaar y Henk Gortzak, que fundaron el Partido Socialista de los Trabajadores, que en 1959 se integró en el Partido Socialista Pacifista, creado en 1957 con disidentes del Partido del Trabajo (PvdA). En las elecciones de 1959 el CPN quedó reducido a 3 escaños. Su postura a favor de la independencia de Indonesia, en contra de la OTAN y de la Comunidad Económica Europea, lo aislaron de los otros partidos, fuertemente anticomunistas, y fue marginado de las comisiones parlamentarias.

## Las décadas de 1960 y 1970

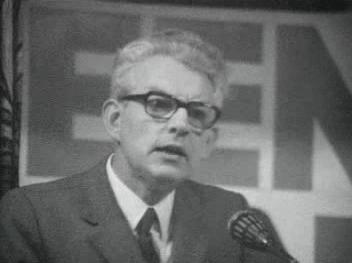
Marcus Bakker en 1972.

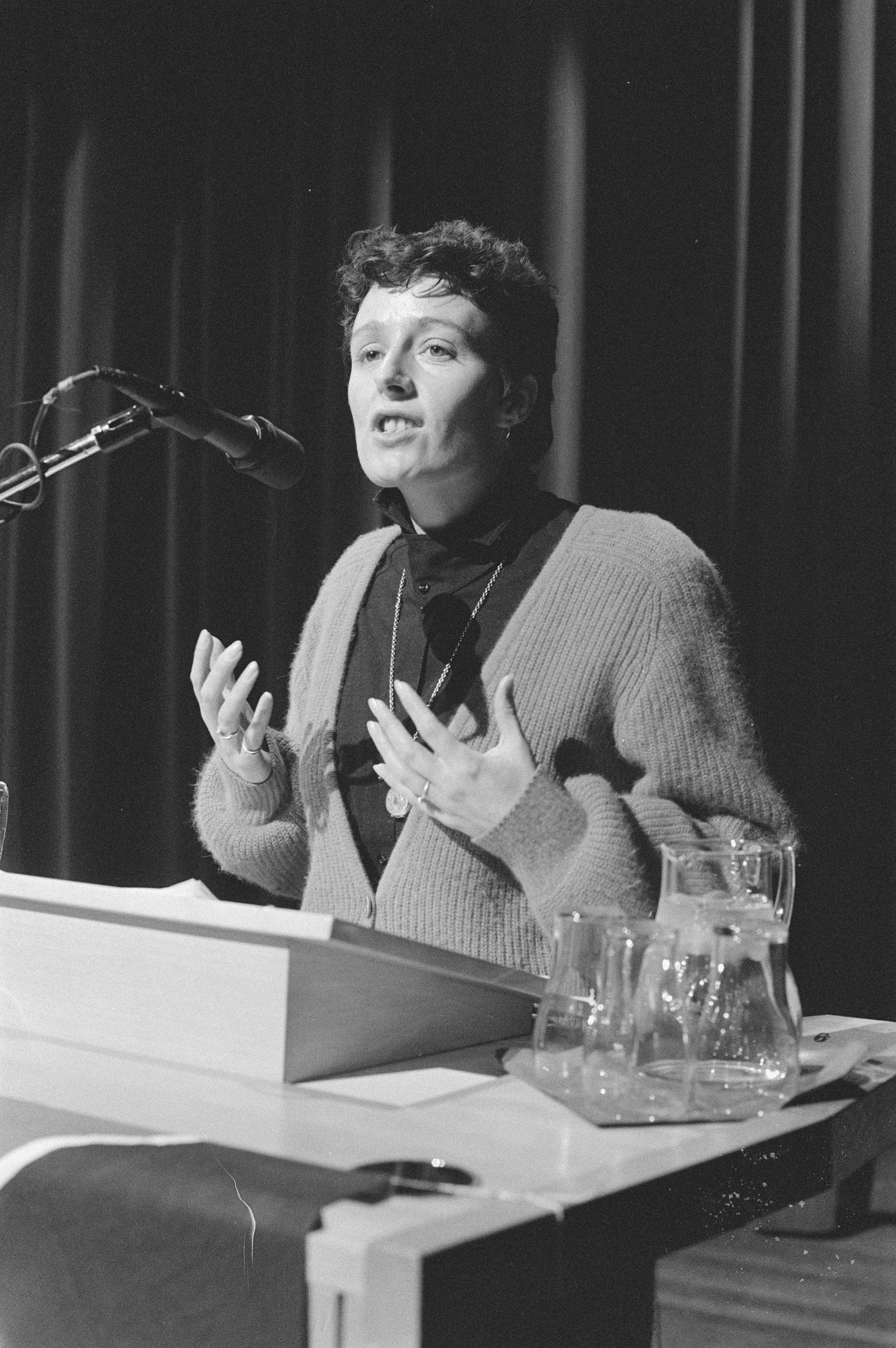
Ina Brouwer en 1985.

En las elecciones de 1963 ganó un escaño adicional quedando en cuatro escaños. Pero el conflicto entre el URSS y la República Popular China desencadenado en 1964 provocó la escisión del Movimiento de Unidad Comunista de los Países Bajos. A raíz de esto, el CPN se mostró ambiguo en este enfrentamiento.
Antes de las elecciones de 1967 fue elegido dirigente Marcus Bakker y en estas elecciones obtuvo 5 escaños. El CPN, como la mayoría de partidos comunistas de Europa Occidental, condenó la invasión soviética de Checoslovaquia de 1968.
En las elecciones de 1971 el CPN obtiene 6 escaños y en las de 1972 saca 7 escaños. Pero la polarización entre el socialdemócrata Dries van Agt y el demócratacristiano Joop den Uyl en las elecciones de 1977 lo dejó con dos escaños. En las elecciones de 1981 participó en las movilizaciones contra la bomba de neutrones y el 1982 obtuvo la alcaldía de Beerta.
Antes de las elecciones de 1982 Marcus Bakker es reemplazado por Ina Brouwer, mujer de una nueva generación, que se aproxima a las ideas de la Nueva Izquierda, poniendo énfasis en el feminismo y los derechos LGBT. Esto provocó la rotura de la vieja guardia, que fundó la Verbond van Communisten in Nederland (Liga de los Comunistas en los Países Bajos). En las elecciones de 1986 ninguno de los dos sacó escaño alguno. 

## Disolución
En 1989, se juntó con el Partido Político de los Radicales, el Partido Socialista Pacifista (PSP) y el Partido Popular Evangélico (EVP) para fundar Izquierda Verde, que se presentó a las elecciones de 1989, con Ina Brouwer como cabeza de lista. El partido se disolvió dentro de esta formación en 1991.

## Resultados
| Año   | Votos           | %               | Resultado       | +/-             |
| ----- | --------------- | --------------- | --------------- | --------------- |
| 1913a | 1.339 (#11)     | 0,17            | 0/100           |                 |
| 1917  | No se presentó. | No se presentó. | No se presentó. | No se presentó. |
| 1918a | 31.010 (#9)     | 2,31            | 2/100           |                 |
| 1922  | 53.664 (#7)     | 1,83            | 2/100           | Sin cambios     |
| 1925  | 36.770 (#9)     | 1,19            | 1/100           | 1               |
| 1929  | 67.541 (#8)     | 2,00            | 2/100           | 1               |
| 1933  | 118.236 (#7)    | 3,18            | 4/100           | 2               |
| 1937  | 136.026 (#8)    | 3,35            | 3/100           | 1               |
| 1946  | 502.963 (#4)    | 10,56           | 10/100          | 7               |
| 1948  | 382.001 (#6)    | 7,74            | 8/100           | 2               |
| 1952  | 328.621 (#6)    | 6,16            | 6/100           | 2               |
| 1956  | 272.050 (#6)    | 4,75            | 7/150           | 1               |
| 1959  | 144.542 (#6)    | 2,41            | 3/150           | 4               |
| 1963  | 173.322 (#7)    | 2,77            | 4/150           | 1               |
| 1967  | 248.330 (#8)    | 3,61            | 5/150           | 1               |
| 1971  | 246.594 (#8)    | 3,90            | 6/150           | 1               |
| 1972  | 330.398 (#7)    | 4,47            | 7/150           | 1               |
| 1977  | 143.481 (#6)    | 1,73            | 2/150           | 5               |
| 1981  | 178.292 (#6)    | 2,05            | 3/150           | 1               |
| 1982  | 147.753 (#7)    | 1,80            | 3/150           | Sin cambios     |
| 1986  | 57.847 (#10)    | 0,60            | 0/150           | 3               |

a Como Partido Social Demócrata.